# 國後水道

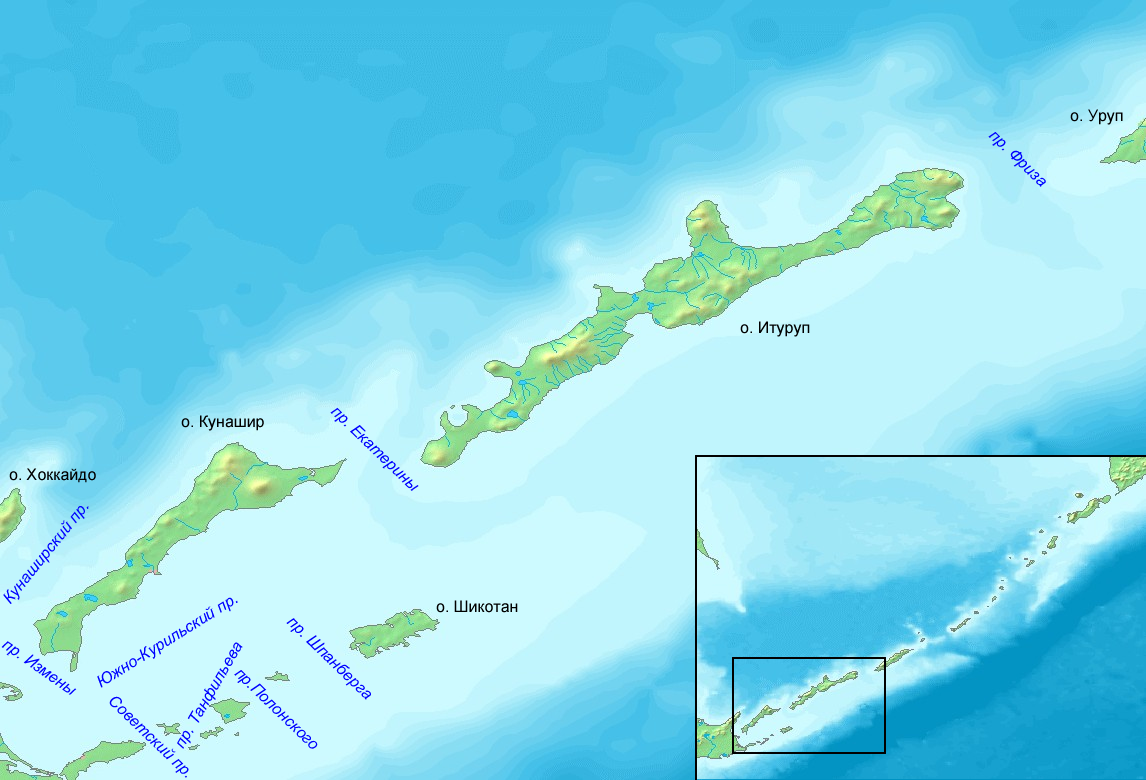

國後水道（日语：／ Kurishiri suidō */?），俄羅斯稱葉卡捷琳娜海峽（羅馬化：Proliv Yekateriny）是一片日俄北方爭議領土之國後島、擇捉島間的海域。目前該海域由俄羅斯聯邦薩哈林州實際統治，而日本亦聲稱擁有該海域的主權，因此將其劃入北海道根室市轄區（名義上）。

## 關連項目
- 國後島
  - 根室海峽（國後島 - 北海道間的海峽）
  - 野付水道（國後島 - 北海道野付半島間的海峽）
- 擇捉島
  - 擇捉水道（擇捉島 - 得撫島間的海峽）